# L'uomo stocastico
L'uomo stocastico (The Stochastic Man) è un romanzo di fantascienza di Robert Silverberg del 1975, pubblicato per la prima volta in Italia nel 1976. Il termine "stocastico" presente nel titolo del libro si riferisce alle capacità del protagonista di vedere il futuro.
È stato candidato a importanti riconoscimenti della letteratura fantascientifica: il Premio Hugo, il Premio Nebula, il Premio Campbell, il Premio Locus.

## Trama
(Robert Silverberg, L'uomo stocastico)
Lew Nichols è un ricercatore statistico particolarmente abile con le previsioni a breve termine. Talmente bravo che si considera forse il migliore nel suo settore, in cui fa velocemente una grossa fortuna. Quando viene assoldato per partecipare alla campagna delle elezioni del sindaco di New York dallo staff di Paul Quinn, la sua vita assume un nuovo scopo. Ossessionato da Quinn e dalle prossime elezioni presidenziali, inizia a intuire che il suo scopo sia quello di sostenere il politico nella candidatura come Presidente degli Stati Uniti d'America.
A questo punto incontra il singolare Martin Carvajal, un uomo che afferma di poter fare previsioni certe riguardo al futuro a lungo termine. Sebbene scettico, Lew inizia a lavorare con Carvajal, riferendo semplicemente i suoi criptici messaggi allo staff di Quinn. Grazie a questa collaborazione, Quinn compie diverse scelte che, come prospettato, lo avvicinano sempre di più alla Casa Bianca. Ma la vita privata di Lew finisce per risentire pesantemente di questo insano rapporto con Carvajal che non esita a ordinargli di tagliarsi i capelli a zero e lasciare la moglie semplicemente perché lui "lo ha visto nel futuro". Incapace di imporre il libero arbitrio sugli eventi in corso, Lew si arrende passivamente all'ineluttabilità degli eventi, rifiutandosi di interferire in alcun modo con ciò che ritiene essere immodificabile. La sua collaborazione con Quinn si interrompe quando il politico non riesce ad ottenere da Lew una giustificazione coerente per i consigli politici forniti, in realtà nient'altro che profezie.
Quando Carvajal muore assassinato, così come da tempo previsto, Lew inizia a preconizzare la futura dittatura di Quinn e si adopera per arrestarne l'ascesa al potere, seppure limitato dall'ineluttabilità del futuro già scritto.

## Personaggi
Lew NicholsIl protagonista quasi trentacinquenne del romanzo. Esperto di statistica, viene assoldato dal futuro sindaco della degradata New York per favorirne l'ascesa al potere con le sue analisi. Ha poteri precognitivi latenti che nel tempo sviluppa; una volta resosi conto della capacità di prevedere il futuro in modo assolutamente esatto, si abbandona passivamente all'ineluttabilità degli eventi, rifiutandosi di interferire in alcun modo con ciò che ritiene essere immodificabile.
Paul QuinnIl prossimo sindaco di New York e, dalle previsioni di Lew, destinato a diventare il futuro Presidente degli Stati Uniti. Carismatico esponente in rapida ascesa del partito dei "Nuovi Democratici", nelle profezie di Lew e di Carvajal assumerà il potere instaurando un regime dittatoriale.
Sundara ShastriBellissima moglie di Lew dal quale si separerà, trascinata in comportamenti inconsulti dalla dottrina "Transit".
Martin CarvajalIl ricco mentore di Lew. La sua preveggenza gli consente di conoscere il futuro nei minimi particolari ma il suo comportamento è completamente passivo, conscio del fatto che il futuro è già scritto e quindi immutabile. Con anni di anticipo ha previsto la sua morte; questa visione lo ha profondamente segnato.
Haig MardikianEx compagno di studi di Lew e nell'enturage di Paul Quinn, e futuro vicesindaco di New York.
Bob LombrosoAmministratore finanziario e collaboratore di Paul Quinn.
Catalina YarberL'algida seguace della dottrina "Transit" che irretisce la moglie di Lew, Sundara, fino a spingere la donna alla prostituzione per mettere alla prova la sua obbedienza ai principi filosofici di estraniazione dal presente, di evoluzione e di cambiamento costante, alla base della dottrina.

## Ambientazione
L'uomo stocastico è indubbiamente un libro fantapolitico: l'intera vicenda segue da vicino l'elezione, prima a sindaco di New York e poi a presidente degli Stati Uniti d'America, di Paul Quinn grazie all'aiuto del protagonista Lew Nichols, un abile ricercatore statistico. La componente fantascientifica, ovvero la visione del futuro grazie a Martin Carvajal, appare come una parentesi secondaria (il protagonista si limita per tutto il romanzo semplicemente a prendere ordini) finché queste previsioni non andranno ad influire negativamente nella vita del povero Lew. Solo a questo punto la componente fantascientifica prende il sopravvento sugli eventi politici che andranno sempre di più a fare da sfondo alle vicende private del protagonista (il divorzio, i guai con Quinn, ecc).
La New York di fine millennio per tutto il romanzo viene descritta come una sorta di gigantesco ghetto in cui il crimine è all'ordine del giorno. Singolare ad esempio come durante la notte di capodanno del 2000 Silverberg descriva i festeggiamenti come una sorta di orgia pubblica accompagnata da un'isteria collettiva incontenibile. La città appare totalmente in preda al caos e persino il protagonista si abbandona ai festeggiamenti selvaggi.

## Edizioni
- (EN) Robert Silverberg, The Stochastic Man, 1ª ed., Harper & Row, 1975,  pp. 229.
- Robert Silverberg, L'uomo stocastico, traduzione di Lella Cucchi, collana Urania n° 687, Arnoldo Mondadori Editore, 1976,  p. 192.
- Robert Silverberg, L'uomo stocastico, collana Urania Collezione n° 85, Arnoldo Mondadori Editore, 2010.